# Passatges coberts de París
Els Passatges coberts de París són un conjunt de passarel·les cobertes entre edificis, a la ciutat de París, capital de França, que alberguen galeries principalment comercials. La llista presenta els passatges coberts que encara existeixen i que són accessibles al públic.
| Distr. | Nom                          | Data | Extrems | Metro                          | Protecció                                                              | Imatge                       |
| ------ | ---------------------------- | ---- | --- | ------------------------------ | ---------------------------------------------------------------------- | ---------------------------- |
| 1      | Passage des Deux-Pavillons   |      | - 6 rue de Beaujolais - 5 rue des Petits-Champs                                                                                                | Bourse                         | Inscrit, a la base de dades Mérimée, del Ministeri de Cultura francès. |                              |
| 1      | Galerie Véro-Dodat           | 1826 | - 19 rue Jean-Jacques-Rousseau - 2 rue du Bouloi                                                                                               | Palais Royal - Musée du Louvre | Inscrit, a la base de dades Mérimée, del Ministeri de Cultura francès. | Galerie Véro-Dodat           |
| 2      | Passage Ben-Aïad             | 1826 | - 9-11 rue Léopold-Bellan - 8 rue Bachaumont                                                                                                   | Sentier                        | Inscrit, a la base de dades Mérimée, del Ministeri de Cultura francès. |                              |
| 2      | Passage du Bourg-l'Abbé      | 1828 | - 120 rue Saint-Denis - 3 rue de Palestro | Étienne Marcel                 | Inscrit, a la base de dades Mérimée, del Ministeri de Cultura francès. | Passage du Bourg-l'Abbé      |
| 2      | Passage du Caire             | 1798 | - 33 rue d'Alexandrie - 2 place du Caire - 237-239 rue Saint-Denis - 14, 34 et 44 rue du Caire                                                 | Sentier                        |                                                                        | Passage du Caire             |
| 2      | Passage Choiseul             | 1829 | - 40 rue des Petits-Champs - 23 rue Saint-Augustin - 40 rue Dalayrac - Passage Sainte-Anne                                                     | Quatre-Septembre               | Inscrit, a la base de dades Mérimée, del Ministeri de Cultura francès. | Passage Choiseul             |
| 2      | Galerie Colbert              | 1826 | - 6 rue des Petits-Champs - 2 rue Vivienne | Bourse                         | Inscrit, a la base de dades Mérimée, del Ministeri de Cultura francès. | Galerie Colbert              |
| 2      | Passage du Grand-Cerf        | 1825 | - 145 rue Saint-Denis - 10 rue Dussoubs | Étienne Marcel                 | Inscrit, a la base de dades Mérimée, del Ministeri de Cultura francès. | Passage du Grand-Cerf        |
| 2      | Passage des Panoramas        | 1800 | - 10 rue Saint-Marc - 11 boulevard Montmartre - 38 rue Vivienne - 151 rue Montmartre                                                           | Grands Boulevards              | Inscrit, a la base de dades Mérimée, del Ministeri de Cultura francès. | Passage des Panoramas        |
| 2      | Passage du Ponceau           | 1826 | - 119 boulevard de Sébastopol - 212 rue Saint-Denis                                                                                            | Réaumur - Sébastopol           |                                                                        | Passage du Ponceau           |
| 2      | Passage des Princes          | 1860 | - 5 boulevard des Italiens - 97-99 rue de Richelieu                                                                                            | Richelieu - Drouot             | Inscrit, a la base de dades Mérimée, del Ministeri de Cultura francès. | Passage des Princes          |
| 2      | Passage Sainte-Anne          |      | - 59-61 rue Sainte-Anne - Passage Choiseul | Quatre-Septembre               | Inscrit, a la base de dades Mérimée, del Ministeri de Cultura francès. |                              |
| 2      | Galerie Vivienne             | 1823 | - 4 rue des Petits-Champs - 6 rue Vivienne - 5 rue de la Banque                                                                                | Bourse                         | Inscrit, a la base de dades Mérimée, del Ministeri de Cultura francès. | Galerie Vivienne             |
| 3      | Passage Molière              |      | - 82 rue Quincampoix - 157, 159, 161 rue Saint-Martin                                                                                          | Étienne Marcel                 | Inscrit, a la base de dades Mérimée, del Ministeri de Cultura francès. | Passage Molière              |
| 3      | Passage Vendôme              | 1827 | - 16 rue Béranger - 3 place de la République                                                                                                   | République                     | Inscrit, a la base de dades Mérimée, del Ministeri de Cultura francès. | Passage Vendôme              |
| 6      | Cour du Commerce-Saint-André | 1776 | - 59 rue Saint-André-des-Arts - 21 rue de l'Ancienne-Comédie - 130 boulevard Saint-Germain                                                     | Odéon                          | Inscrit, a la base de dades Mérimée, del Ministeri de Cultura francès. | Cour du Commerce-Saint-André |
| 8      | Cité Berryer                 |      | - 24 rue Boissy-d'Anglas - 24 rue Royale | Madeleine                      | Inscrit, a la base de dades Mérimée, del Ministeri de Cultura francès. |                              |
| 8      | Arcades du Lido              | 1926 | - 76-78 Avinguda dels Camps Elisis - 59 rue de Ponthieu                                                                                        | George V                       |                                                                        |                              |
| 8      | Galerie de la Madeleine      | 1845 | - 9 place de la Madeleine - 30 rue Boissy-d'Anglas                                                                                             | Madeleine                      | Inscrit, a la base de dades Mérimée, del Ministeri de Cultura francès. | Galerie de la Madeleine      |
| 8      | Passage Puteaux              | 1839 | - 33 rue de l'Arcade - 28 rue Pasquier | Saint-Augustin                 |                                                                        | Passage Puteaux              |
| 9      | Passage du Havre             | 1845 | - 69 rue de Caumartin - 109 rue Saint-Lazare                                                                                                   | Havre - Caumartin              |                                                                        | Passage du Havre             |
| 9      | Passage Jouffroy             | 1845 | - 10-12 boulevard Montmartre - 9 rue de la Grange-Batelière                                                                                    | Richelieu - Drouot             | Inscrit, a la base de dades Mérimée, del Ministeri de Cultura francès. | Passage Jouffroy             |
| 9      | Passage Verdeau              | 1847 | - 6 rue de la Grange-Batelière - 31 bis rue du Faubourg-Montmartre                                                                             | Grands Boulevards              | Inscrit, a la base de dades Mérimée, del Ministeri de Cultura francès. | Passage Verdeau              |
| 10     | Passage Brady                | 1828 | - 43 rue du Faubourg-Saint-Martin - 22 boulevard de Strasbourg - 33 boulevard de Strasbourg (tronçon couvert) - 46 rue du Faubourg-Saint-Denis | Strasbourg - Saint-Denis       | Inscrit, a la base de dades Mérimée, del Ministeri de Cultura francès. | Passage Brady                |
| 10     | Passage du Prado             | 1830 | - 16 boulevard Saint-Denis - 16 rue du Faubourg-Saint-Denis                                                                                    | Strasbourg - Saint-Denis       |                                                                        | Passage du Prado             |